# Lijst van rijksmonumenten in Thorn
De plaats Thorn telt 107 inschrijvingen in het rijksmonumentenregister. Hieronder een overzicht.
| Object | Oorspronkelijke functie?  | Bouwjaar                                                                    | Architect | Locatie                                                   | Coördinaten?                  | Nr.?   | Afbeelding                                                                                               |
| --- | ------------------------- | --------------------------------------------------------------------------- | --------- | --------------------------------------------------------- | ----------------------------- | ------ | --- |
| Gepleisterd bakstenen wegkapelletje ter ere van de H. Barbara | Kapel                     | wellicht 19e eeuw                                                           |           | Wegkapelletje                                             | 51° 10' 14" NB, 5° 50' 43" OL | 35440  | Meer afbeeldingen                                                                                        |
| Voormalig kanunnikenhuis met zadeldak evenwijdig met de straat met haakse achtervleugel en rechts een vooruitspringend gedeelte eveneens met zadeldak evenwijdig met de straat | Woonhuis                  | 16e-laatste helft 18e eeuw                                                  |           | Beekstraat 5                                              | 51° 9' 37" NB, 5° 50' 20" OL  | 35441  | Meer afbeeldingen                                                                                        |
| Huis met zadeldak evenwijdig aan de straat | Woonhuis                  | 19e eeuw                                                                    |           | Beekstraat 7                                              | 51° 9' 36" NB, 5° 50' 20" OL  | 35442  | Meer afbeeldingen                                                                                        |
| Huis met zadeldak in het verlengde van het vorige | Woonhuis                  | 19e eeuw                                                                    |           | Beekstraat 9                                              | 51° 9' 36" NB, 5° 50' 20" OL  | 35443  | Huis met zadeldak in het verlengde van het vorige                                                        |
| Kraekermolen; watermolen op de Thornerbeek, reeds vermeld in 1310. Huis met zadeldak en houten kozijnen                                                                        | Industrie- en poldermolen | 1310 (eerste vermelding) 1880 (uitbreiding) 1924 (rad verwijderd)           |           | Beekstraat 13                                             | 51° 9' 36" NB, 5° 50' 17" OL  | 35444  | Meer afbeeldingen                                                                                        |
| Huis de kraak | Woonhuis                  | 1710                                                                        |           | Beekstraat 2                                              | 51° 9' 39" NB, 5° 50' 20" OL  | 35445  | Meer afbeeldingen                                                                                        |
| T-vormig pand met zadeldak evenwijdig aan de straat. Van belang door situatie                                                                                                  | Woonhuis                  | 19e eeuw                                                                    |           | Beekstraat 6                                              | 51° 9' 38" NB, 5° 50' 20" OL  | 35446  | Meer afbeeldingen                                                                                        |
| Huis met zadeldak, evenwijdig met de straat | Woonhuis                  | 19e eeuw                                                                    |           | Beekstraat 8                                              | 51° 9' 37" NB, 5° 50' 20" OL  | 35447  | Meer afbeeldingen                                                                                        |
| Huis met zadeldak, evenwijdig met de straat | Woonhuis                  | 19e eeuw                                                                    |           | Beekstraat 10                                             | 51° 9' 36" NB, 5° 50' 19" OL  | 35448  | Meer afbeeldingen                                                                                        |
| Huis met zadeldak | Woonhuis                  | 19e eeuw                                                                    |           | Beekstraat 14                                             | 51° 9' 36" NB, 5° 50' 17" OL  | 35449  | Huis met zadeldak                                                                                        |
| Molenaarswoning bij de Kraakermolen met vooruitspringende schuur onder een zadeldak. Ingang in hardsteen met horizontale profiellijst                                          | Woonhuis                  | 18e eeuw                                                                    |           | Beekstraat 16                                             | 51° 9' 36" NB, 5° 50' 16" OL  | 35450  | Meer afbeeldingen                                                                                        |
| Veldkapelletje van de H. Anna | Kapel                     | 17e eeuw                                                                    |           | Hoek Boekenderweg en St. Annapad                          | 51° 10' 15" NB, 5° 50' 28" OL | 35451  | Meer afbeeldingen                                                                                        |
| Gesausd wegkapelletje onder zadeldak. In de voorste puntgevel een opening in hardstenen omlijsting, waarboven het opschrift: "St. Antonius"                                    | Kapel                     | 1742-1823                                                                   |           | Wegkapelletje                                             | 51° 10' 18" NB, 5° 50' 29" OL | 35452  | Meer afbeeldingen                                                                                        |
| Huis met lijstgevel, ingang in hardsteen | Woonhuis                  | 19e eeuw                                                                    |           | Bogenstraat 1                                             | 51° 9' 41" NB, 5° 50' 31" OL  | 35453  | Meer afbeeldingen                                                                                        |
| Huis met lijstgevel, ingang in hardsteen | Woonhuis                  | 19e eeuw                                                                    |           | Bogenstraat 3                                             | 51° 9' 41" NB, 5° 50' 31" OL  | 35454  | Huis met lijstgevel, ingang in hardsteen                                                                 |
| Huis in l-vorm met lijstgevel aan de straat | Woonhuis                  | 19e eeuw                                                                    |           | Bogenstraat 5                                             | 51° 9' 41" NB, 5° 50' 31" OL  | 35455  | Huis in l-vorm met lijstgevel aan de straat                                                              |
| Huis met gepleisterde rijk versierde lijstgevel | Woonhuis                  | laatste helft 19e eeuw                                                      |           | Bogenstraat 7                                             | 51° 9' 42" NB, 5° 50' 31" OL  | 35456  | Huis met gepleisterde rijk versierde lijstgevel                                                          |
| Boerderijtje onder half schilddak | Boerderij                 | 17e eeuw                                                                    |           | Bogenstraat 11                                            | 51° 9' 42" NB, 5° 50' 31" OL  | 35457  | Meer afbeeldingen                                                                                        |
| Huis met lijstgevel | Woonhuis                  | laatste helft 19e eeuw                                                      |           | Bogenstraat 15                                            | 51° 9' 43" NB, 5° 50' 30" OL  | 35458  | Meer afbeeldingen                                                                                        |
| Huis met zadeldak evenwijdig aan de straat | Boerderij                 |                                                                             |           | Bogenstraat 17                                            | 51° 9' 43" NB, 5° 50' 29" OL  | 35459  | Meer afbeeldingen                                                                                        |
| Pand met verdieping, onder een met pannen gedekt zadeldak met het aangrenzende 37                                                                                              | Industrie                 | wellicht eerste helft 19e eeuw                                              |           | Bogenstraat 35                                            | 51° 9' 46" NB, 5° 50' 31" OL  | 35460  | Meer afbeeldingen                                                                                        |
| Pand met verdieping, onder een met pannen gedekt zadeldak met het aangrenzende nr 33/35                                                                                        | Industrie                 | wellicht eerste helft 19e eeuw                                              |           | Bogenstraat 37                                            | 51° 9' 46" NB, 5° 50' 31" OL  | 35461  | Meer afbeeldingen                                                                                        |
| Hoekhuis met schilddak | Industrie                 | eerste helft 19e eeuw                                                       |           | Bogenstraat 2                                             | 51° 9' 41" NB, 5° 50' 32" OL  | 35462  | Meer afbeeldingen                                                                                        |
| Huis met zadeldak, aan de straatzijde afgesloten door een puntgevel met vlechtingen                                                                                            | Industrie                 | 18e eeuw                                                                    |           | Bogenstraat 4                                             | 51° 9' 42" NB, 5° 50' 32" OL  | 35463  | Huis met zadeldak, aan de straatzijde afgesloten door een puntgevel met vlechtingen                      |
| Huisje met zadeldak evenwijdig met de straat tussen topgevels met vlechtingen                                                                                                  | Industrie                 | 1664 (ankers)                                                               |           | Bogenstraat 16                                            | 51° 9' 43" NB, 5° 50' 30" OL  | 35464  | Meer afbeeldingen                                                                                        |
| Huisje met zadeldak | Industrie                 | 18e eeuw                                                                    |           | Bogenstraat 18                                            | 51° 9' 44" NB, 5° 50' 31" OL  | 35465  | Meer afbeeldingen                                                                                        |
| Huis met wolfdak, muizetandlijsten en hardstenen ingangsomlijsting, geprofileerd en met horizontale profiellijst                                                               | Industrie                 | 18e eeuw                                                                    |           | Bogenstraat 20                                            | 51° 9' 44" NB, 5° 50' 31" OL  | 35466  | Meer afbeeldingen                                                                                        |
| Huisje met zadeldak evenwijdig met de straat | Boerderij                 | 1761                                                                        |           | Bogenstraat 24                                            | 51° 9' 45" NB, 5° 50' 31" OL  | 35467  | Meer afbeeldingen                                                                                        |
| Huis met wolfdak en gepleisterde voorgevel | Industrie                 | 19e eeuw                                                                    |           | Bogenstraat 26                                            | 51° 9' 45" NB, 5° 50' 31" OL  | 35468  | Huis met wolfdak en gepleisterde voorgevel                                                               |
| Huis met wolfdak | Industrie                 | 19e eeuw (achterzijde)                                                      |           | Bogenstraat 28                                            | 51° 9' 45" NB, 5° 50' 31" OL  | 35469  | Huis met wolfdak                                                                                         |
| Gietijzeren pomp met lantaarnpaal | Straatmeubilair           |                                                                             |           | Wijngaard bij 8                                           | 51° 9' 44" NB, 5° 50' 30" OL  | 35470  | Meer afbeeldingen                                                                                        |
| Voormalig Munthuis. Twee vleugels in L-vorm, waarvan de voorvleugel rechts een topgevel met vlechtingen heeft                                                                  | Woonhuis                  | 18e eeuw                                                                    |           | Daalstraat 3                                              | 51° 9' 37" NB, 5° 50' 24" OL  | 35471  | Meer afbeeldingen                                                                                        |
| Huis met zadeldak, aan de straat afgesloten door een puntgevel met vlechtingen                                                                                                 | Woonhuis                  | 18e eeuw                                                                    |           | Daalstraat 5                                              | 51° 9' 38" NB, 5° 50' 24" OL  | 35472  | Meer afbeeldingen                                                                                        |
| Huis in t-vorm | Woonhuis                  | 18e-19e eeuw                                                                |           | Daalstraat 7                                              | 51° 9' 38" NB, 5° 50' 23" OL  | 35473  | Meer afbeeldingen                                                                                        |
| Huis met brede hoofdvleugel evenwijdig aan de straat en twee haakse achtervleugels, elk bestaande uit een hoog en een laag gedeelte                                            | Woonhuis                  | 18e eeuw                                                                    |           | Daalstraat 9                                              | 51° 9' 38" NB, 5° 50' 22" OL  | 35474  | Meer afbeeldingen                                                                                        |
| Langgerekt pand met zadeldak, rechts afgesloten door een topgevel met vlechtingen. Aan deze zijde een kleine aanbouw met aan de Beekstraat een puntgevel met vlechtingen       | Woonhuis                  | 18e-19e eeuw                                                                |           | Daalstraat 11                                             | 51° 9' 38" NB, 5° 50' 22" OL  | 35475  | Meer afbeeldingen                                                                                        |
| Huis met zadeldak, evenwijdig aan de straat | Industrie                 |                                                                             |           | Daalstraat 10                                             | 51° 9' 39" NB, 5° 50' 21" OL  | 35476  | Meer afbeeldingen                                                                                        |
| Huis met zadeldak, aan de voorkant afgesloten door een topgevel met vlechtingen en muizetandlijsten                                                                            | Boerderij                 | 1682 (gevelsteen)                                                           |           | Eind 13                                                   | 51° 9' 48" NB, 5° 50' 40" OL  | 35477  | Meer afbeeldingen                                                                                        |
| Huis met gevelsteen | Boerderij                 | 1805 (gevelsteen)                                                           |           | Eind 4                                                    | 51° 9' 46" NB, 5° 50' 39" OL  | 35478  | Meer afbeeldingen                                                                                        |
| Gepleisterd wegkapelletje onder zadeldak, ter ere van de H. Rochus. Opening met ijzeren traliewerk, op de voorste puntgevel een smeedijzeren kruis.                            | Kapel                     |                                                                             |           | Veldweg                                                   | 51° 10' 18" NB, 5° 50' 42" OL | 35479  | Meer afbeeldingen                                                                                        |
| Huis met zadeldak evenwijdig met de straat tussen topgevels met vlechtingen | Woonhuis                  | laatste helft 19e eeuw                                                      |           | Hofstraat 1                                               | 51° 9' 39" NB, 5° 50' 35" OL  | 35480  | Meer afbeeldingen                                                                                        |
| Huis met zadeldak, aan de voorzijde afgesloten door een puntgevel, waarin een gevelsteen                                                                                       | Woonhuis                  | 1688 (gevelsteen)                                                           |           | Hofstraat 3                                               | 51° 9' 38" NB, 5° 50' 35" OL  | 35481  | Meer afbeeldingen                                                                                        |
| Huis met zadeldak | Woonhuis                  | 1648                                                                        |           | Hofstraat 5                                               | 51° 9' 38" NB, 5° 50' 35" OL  | 35482  | Meer afbeeldingen                                                                                        |
| Huis met gepleisterde lijstgevel en aan de achterzijde een gave topgevel | Woonhuis                  | 1878 (poort)                                                                |           | Hofstraat 7                                               | 51° 9' 37" NB, 5° 50' 35" OL  | 35483  | Meer afbeeldingen                                                                                        |
| Oude school | Woonhuis                  | 1701 (ankerjaartal)                                                         |           | Hofstraat 4                                               | 51° 9' 38" NB, 5° 50' 34" OL  | 35484  | Meer afbeeldingen                                                                                        |
| Schuur in gebruik als gemeenteloods met zadeldak, aan de achterzijde afgesloten door een puntgevel met speklagen van mergel                                                    | Klooster, kloosteronderdl |                                                                             |           | Hofstraat 10                                              | 51° 9' 36" NB, 5° 50' 33" OL  | 35485  | Meer afbeeldingen                                                                                        |
| Voormalige keuken van de abdij | Klooster, kloosteronderdl | 18e eeuw                                                                    |           | Hofstraat 12                                              | 51° 9' 36" NB, 5° 50' 33" OL  | 35486  | Meer afbeeldingen                                                                                        |
| Hoekpand in L-vorm | Woonhuis                  | laatste helft 19e eeuw (voorgevel) eerste helft 19e eeuw (zuidgevel)        |           | Hofstraat 14                                              | 51° 9' 36" NB, 5° 50' 33" OL  | 35487  | Meer afbeeldingen                                                                                        |
| Breed pand met zadeldak evenwijdig met de straat | Woonhuis                  | laatste helft 19e eeuw                                                      |           | Holstraat 15                                              | 51° 9' 39" NB, 5° 50' 22" OL  | 35488  | Breed pand met zadeldak evenwijdig met de straat                                                         |
| Huisje met zadeldak evenwijdig met de straat | Woonhuis                  | 19e eeuw                                                                    |           | Holstraat 12                                              | 51° 9' 40" NB, 5° 50' 21" OL  | 35489  | Meer afbeeldingen                                                                                        |
| Abdijkerk | Kerk en kerkonderdeel     | 14e eeuw (krocht)                                                           |           | Hoogstraat 5                                              | 51° 9' 38" NB, 5° 50' 31" OL  | 35490  | Meer afbeeldingen                                                                                        |
| Huis met zadeldak, evenwijdig met de straat | Woonhuis                  | 18e eeuw                                                                    |           | Hoogstraat 11                                             | 51° 9' 40" NB, 5° 50' 31" OL  | 35491  | Huis met zadeldak, evenwijdig met de straat                                                              |
| Huis met zadeldak, evenwijdig aan de straat | Woonhuis                  | 18e eeuw                                                                    |           | Hoogstraat 15                                             | 51° 9' 40" NB, 5° 50' 30" OL  | 35492  | Huis met zadeldak, evenwijdig aan de straat                                                              |
| Breed pand met zadeldak evenwijdig met de straat | Woonhuis                  | 1864 (ankerjaartal)                                                         |           | Hoogstraat 19                                             | 51° 9' 40" NB, 5° 50' 29" OL  | 35493  | Breed pand met zadeldak evenwijdig met de straat                                                         |
| Breed pand met zadeldak, evenwijdig met de straat | Woonhuis                  | 1853 (ankerjaartal)                                                         |           | Hoogstraat 23                                             | 51° 9' 40" NB, 5° 50' 28" OL  | 35494  | Meer afbeeldingen                                                                                        |
| Tuinmuur met speklagen van mergel | Erfscheiding              | 18e eeuw                                                                    |           | Hoogstraat 31                                             | 51° 9' 41" NB, 5° 50' 25" OL  | 35495  | Tuinmuur met speklagen van mergel                                                                        |
| Monumentaal hoekhuis | Woonhuis                  | 1630 (ankerjaartal)                                                         |           | Hoogstraat 33                                             | 51° 9' 42" NB, 5° 50' 24" OL  | 35496  | Meer afbeeldingen                                                                                        |
| Woonhuis, schuur met zadeldak | Woonhuis                  |                                                                             |           | Hoogstraat 35                                             | 51° 9' 42" NB, 5° 50' 23" OL  | 35497  | Woonhuis, schuur met zadeldak                                                                            |
| Breed pand met zadeldak, evenwijdig met de straat | Woonhuis                  | 19e eeuw                                                                    |           | Hoogstraat 37                                             | 51° 9' 42" NB, 5° 50' 23" OL  | 35498  | Breed pand met zadeldak, evenwijdig met de straat                                                        |
| Monumentaal huis met mansardedak | Woonhuis                  | 18e eeuw                                                                    |           | Hoogstraat 2                                              | 51° 9' 40" NB, 5° 50' 34" OL  | 35499  | Meer afbeeldingen                                                                                        |
| Breed pand met zadeldak en gepleisterde lijstgevel | Woonhuis                  | 1729 (ankerjaartal)                                                         |           | Hoogstraat 6                                              | 51° 9' 40" NB, 5° 50' 33" OL  | 35500  | Meer afbeeldingen                                                                                        |
| Huis met zadeldak en gepleisterde lijstgevel | Woonhuis                  | 18e eeuw                                                                    |           | Hoogstraat 8                                              | 51° 9' 40" NB, 5° 50' 32" OL  | 35501  | Meer afbeeldingen                                                                                        |
| Groot pand met gepleisterde voorgevel | Woonhuis                  | laatste helft 19e eeuw                                                      |           | Hoogstraat 12                                             | 51° 9' 40" NB, 5° 50' 31" OL  | 35502  | Groot pand met gepleisterde voorgevel                                                                    |
| Groot pand met gepleisterde voorgevel | Woonhuis                  | laatste helft 19e eeuw                                                      |           | Hoogstraat 14                                             | 51° 9' 40" NB, 5° 50' 31" OL  | 35503  | Groot pand met gepleisterde voorgevel                                                                    |
| Betrekkelijk smal en hoog huis met dwars zadeldak | Woonhuis                  | 1828 (zonnewijzer)                                                          |           | Hoogstraat 18                                             | 51° 9' 40" NB, 5° 50' 30" OL  | 35504  | Meer afbeeldingen                                                                                        |
| Huis met zadeldak evenwijdig met de straat en een ingang en vensters in hardstenen segmentboogomlijsting                                                                       | Woonhuis                  |                                                                             |           | Hoogstraat 20                                             | 51° 9' 40" NB, 5° 50' 30" OL  | 35505  | Huis met zadeldak evenwijdig met de straat en een ingang en vensters in hardstenen segmentboogomlijsting |
| Breed pand met zadeldak, evenwijdig met de straat | Woonhuis                  | laatste helft 19e eeuw                                                      |           | Hoogstraat 24                                             | 51° 9' 40" NB, 5° 50' 29" OL  | 35506  | Breed pand met zadeldak, evenwijdig met de straat                                                        |
| Huis met zadeldak evenwijdig met de straat | Woonhuis                  | laatste helft 19e eeuw                                                      |           | Hoogstraat 26                                             | 51° 9' 41" NB, 5° 50' 28" OL  | 35507  | Huis met zadeldak evenwijdig met de straat                                                               |
| Huis met schilddak | Woonhuis                  | 19e eeuw                                                                    |           | Hoogstraat 28                                             | 51° 9' 41" NB, 5° 50' 27" OL  | 35508  | Huis met schilddak                                                                                       |
| Huis met zadeldak, evenwijdig aan de straat | Woonhuis                  | 19e eeuw                                                                    |           | Hoogstraat 32                                             | 51° 9' 41" NB, 5° 50' 26" OL  | 35509  | Meer afbeeldingen                                                                                        |
| Breed woonhuis met zadeldak evenwijdig aan de straat | Woonhuis                  | 1714 (gevelsteen)                                                           |           | Hoogstraat 34                                             | 51° 9' 42" NB, 5° 50' 25" OL  | 35510  | Meer afbeeldingen                                                                                        |
| Bakstenen wegkapelletje ter ere van de H. Hubertus | Kapel                     | 1823 (opschrift)                                                            |           | Wegkapelletje                                             | 51° 10' 10" NB, 5° 49' 38" OL | 35511  | Meer afbeeldingen                                                                                        |
| Rectorswoning naast de kapel | Woonhuis                  | 1676 (jaartal)                                                              |           | Kapel 2                                                   | 51° 10' 15" NB, 5° 50' 15" OL | 35512  | Meer afbeeldingen                                                                                        |
| Kapel Onder de Linden | Kapel                     | 1673 (bouw) 1811 (uitbreiding)                                              |           | Kapel 4                                                   | 51° 10' 14" NB, 5° 50' 13" OL | 35513  | Meer afbeeldingen                                                                                        |
| Begijnhof | Woonhuis                  | 1772 (jaartal)                                                              |           | Kloosterberg 1                                            | 51° 9' 35" NB, 5° 50' 30" OL  | 35514  | Meer afbeeldingen                                                                                        |
| Immuniteitsmuur van baksteen en mergel speklagen | Klooster, kloosteronderdl | 16e-18e eeuw                                                                |           | Halverwege de Kloosterberg                                | 51° 9' 37" NB, 5° 50' 30" OL  | 35515  | Meer afbeeldingen                                                                                        |
| Immuniteitspoort aansluitend op de immuniteitsmuur | Klooster, kloosteronderdl | 17e-18e eeuw                                                                |           | Muur langs de Kloosterberg                                | 51° 9' 37" NB, 5° 50' 30" OL  | 35516  | Meer afbeeldingen                                                                                        |
| Boogbrug naast het begijnhof | Brug                      |                                                                             |           | Boogbrug in Kloosterberg;bij uitkomst op 't Wandellaantje | 51° 9' 37" NB, 5° 50' 30" OL  | 35517  | Meer afbeeldingen                                                                                        |
| Huis met zadeldak | Woonhuis                  | eerste helft 19e eeuw                                                       |           | Kloosterberg 2                                            | 51° 9' 37" NB, 5° 50' 28" OL  | 35518  | Meer afbeeldingen                                                                                        |
| Huis met schuur onder zadeldak | Woonhuis                  | eerste helft 19e eeuw                                                       |           | Kloosterberg 4                                            | 51° 9' 36" NB, 5° 50' 29" OL  | 35519  | Meer afbeeldingen                                                                                        |
| Woning met zadeldak | Woonhuis                  | 19e eeuw                                                                    |           | Kloosterberg 6                                            | 51° 9' 36" NB, 5° 50' 29" OL  | 35520  | Woning met zadeldak                                                                                      |
| Woning met tuinmuur en bijgebouwtje aan de thornerbeek | Woonhuis                  | 19e eeuw                                                                    |           | Kloosterberg 8                                            | 51° 9' 36" NB, 5° 50' 29" OL  | 35521  | Meer afbeeldingen                                                                                        |
| Voormalige neerhof van de abdij, toegankelijk via een gemetselde brug | Boerderij                 | 18e eeuw                                                                    |           | Hofstraat bij 14                                          | 51° 9' 36" NB, 5° 50' 26" OL  | 35522  | Voormalige neerhof van de abdij, toegankelijk via een gemetselde brug                                    |
| Huis Groenenberg | Woonhuis                  | 1337 (eerste vermelding)                                                    |           | Onder de Bomen 2                                          | 51° 9' 32" NB, 5° 50' 31" OL  | 35523  | Meer afbeeldingen                                                                                        |
| Twee ronde natuurstenen hekpijlers | Grensafbakening           | 18e eeuw                                                                    |           | 2 pijlers to Kloosterberg                                 | 51° 9' 35" NB, 5° 50' 30" OL  | 35524  | Twee ronde natuurstenen hekpijlers                                                                       |
| Voormalige kapelanie | Woonhuis                  |                                                                             |           | Trippaardstraat 1                                         | 51° 9' 39" NB, 5° 50' 35" OL  | 35525  | Voormalige kapelanie                                                                                     |
| Huis met zadeldak evenwijdig met de straat | Woonhuis                  | 1739                                                                        |           | Trippaardstraat 3                                         | 51° 9' 39" NB, 5° 50' 36" OL  | 35526  | Meer afbeeldingen                                                                                        |
| Voormalige boerderij met verdieping en witgesausde gevel | Boerderij                 | 19e eeuw (huidige vorm) 16e eeuw (sierankers)                               |           | Trippaardstraat 5                                         | 51° 9' 40" NB, 5° 50' 36" OL  | 35527  | Meer afbeeldingen                                                                                        |
| Huis met dak evenwijdig aan de straat | Woonhuis                  | 19e eeuw                                                                    |           | Trippaardstraat 7                                         | 51° 9' 40" NB, 5° 50' 37" OL  | 35528  | Meer afbeeldingen                                                                                        |
| Huis met schilddak evenwijdig aan de straat | Woonhuis                  | 19e eeuw                                                                    |           | Trippaardstraat 9                                         | 51° 9' 39" NB, 5° 50' 38" OL  | 35530  | Meer afbeeldingen                                                                                        |
| Huis met zadeldak evenwijdig aan de straat | Woonhuis                  | 19e eeuw                                                                    |           | Vinkenstraat 3                                            | 51° 9' 40" NB, 5° 50' 26" OL  | 35531  | Meer afbeeldingen                                                                                        |
| Tuinmuur met poort, tegenover de panden Vinkenstraat 1 en 3 | Erfscheiding              |                                                                             |           | Vinkenstraat bij 3                                        | 51° 9' 39" NB, 5° 50' 27" OL  | 35532  | Meer afbeeldingen                                                                                        |
| Eenvoudig boerenhuis | Gemaal                    | eerste helft 19e eeuw                                                       |           | Waterstraat 1                                             | 51° 9' 35" NB, 5° 50' 35" OL  | 35533  | Meer afbeeldingen                                                                                        |
| Eenvoudig boerenhuis | Boerderij                 | eerste helft 19e eeuw                                                       |           | Waterstraat 3                                             | 51° 9' 35" NB, 5° 50' 35" OL  | 35534  | Meer afbeeldingen                                                                                        |
| Grote hegge | Boerderij                 | 15e eeuw (mergel) 17e/18e eeuw (baksteen) 16e eeuw (overblijfsel grenspaal) |           | Waterstraat 9                                             | 51° 9' 28" NB, 5° 50' 44" OL  | 35535  | Meer afbeeldingen                                                                                        |
| Voormalige herenhoeve "De Kleine Hegge", buiten de kern gelegen | Boerderij                 |                                                                             |           | Waterstraat 8                                             | 51° 9' 26" NB, 5° 50' 35" OL  | 35536  | Meer afbeeldingen                                                                                        |
| Langgerekt huis met schilddak | Woonhuis                  | 18e eeuw                                                                    |           | Wijngaard 3                                               | 51° 9' 38" NB, 5° 50' 28" OL  | 35537  | Meer afbeeldingen                                                                                        |
| Pand onder zadeldak evenwijdig aan de straat | Woonhuis                  | 18e eeuw (pand) laatste helft 19e eeuw (voorgevel)                          |           | Wijngaard 5                                               | 51° 9' 38" NB, 5° 50' 28" OL  | 35538  | Meer afbeeldingen                                                                                        |
| Pand, onder zadeldak evenwijdig aan de straat | Woonhuis                  | 18e eeuw (pand) laatste helft 19e eeuw (voorgevel)                          |           | Wijngaard 7                                               | 51° 9' 38" NB, 5° 50' 27" OL  | 35539  | Meer afbeeldingen                                                                                        |
| Groot L-vormig huis met dakschild aan de voorzijde | Woonhuis                  | 18e eeuw                                                                    |           | Wijngaard 9                                               | 51° 9' 38" NB, 5° 50' 27" OL  | 35540  | Meer afbeeldingen                                                                                        |
| Hoekpand met verdieping en zadeldak | Woonhuis                  | 16e eeuw (oorsprong)                                                        |           | Wijngaard 10                                              | 51° 9' 39" NB, 5° 50' 27" OL  | 35541  | Meer afbeeldingen                                                                                        |
| Pastorie | Woonhuis                  | 18e eeuw                                                                    |           | Wijngaard 11                                              | 51° 9' 37" NB, 5° 50' 25" OL  | 35542  | Meer afbeeldingen                                                                                        |
| Voormalige kanunnikenhuis | Woonhuis                  | 1773                                                                        |           | Wijngaard 12                                              | 51° 9' 39" NB, 5° 50' 26" OL  | 35543  | Meer afbeeldingen                                                                                        |
| Groot en breed huis met zadeldak evenwijdig met de straat | Woonhuis                  | laatste helft 19e eeuw                                                      |           | Wijngaard 14                                              | 51° 9' 39" NB, 5° 50' 26" OL  | 35544  | Meer afbeeldingen                                                                                        |
| Monument in de vorm van een afgeknotte zuil | Straatmeubilair           |                                                                             |           | Wijngaard bij 8                                           | 51° 9' 38" NB, 5° 50' 25" OL  | 35545  | Meer afbeeldingen                                                                                        |
| Zegershof | Boerderij                 | 1899                                                                        |           | Segershof 1                                               | 51° 9' 59" NB, 5° 51' 31" OL  | 517571 | Meer afbeeldingen                                                                                        |
| Zeldenrust | Industrie- en poldermolen | 1876 ca. 1950 (onttakeld)                                                   |           | Molenweg 3                                                | 51° 9' 52" NB, 5° 50' 32" OL  | 527510 | Meer afbeeldingen                                                                                        |